# 76 Piscium
76 Piscium är en orange stjärna som ligger i Fiskarnas stjärnbild.
76 Piscium har visuell magnitud +6,26 och är svagt synlig för blotta ögat vid mycket god seeing. Stjärnan befinner sig på ett avstånd av ungefär 565 ljusår.